# Triệu Cơ
Triệu Cơ (chữ Hán: 趙姬; bính âm: zhào ji; ? - 229 TCN), còn gọi Lã Bất Vi cơ (呂不韋姬), Tử Sở phu nhân (子楚夫人) hay Đế thái hậu (帝太后), là một nhân vật cuối thời Chiến Quốc. Bà là Vương hậu duy nhất của Tần Trang Tương vương, vua thứ 35 của nước Tần và là mẹ đẻ của Tần Thủy Hoàng, vị Hoàng đế đầu tiên trong lịch sử Trung Quốc.
Nhiều ý kiến cho rằng bà từng là thiếp của Lã Bất Vi và có khả năng Tần Thủy Hoàng là con của ông. Sau khi Trang Tương vương mất, bà tư thông và sinh hai con với Lao Ái. Bà cùng Tuyên Thái hậu là hai vị Vương thái hậu duy nhất của nước Tần bị ghi nhận tư thông và có con riêng sau khi phu quân băng hà.

## Thân thế
Triệu Cơ người Hàm Đan nước Triệu, không rõ tên họ là gì, chỉ vì là con gái nước Triệu nên mới gọi Triệu Cơ. Thân phận của bà rất không rõ ràng, cách gọi [Lã Bất Vi cơ], khiến nhiều người cho rằng bà là thiếp hoặc con hát của Lã Bất Vi, vì chữ Cơ (姬) ám chỉ những thành phần như vậy trong xã hội.
Sách Sử ký thiên về Lã Bất Vi có nói: "Nước Triệu muốn giết vợ con của Tử Sở (tức Trang Tương vương), vợ của Tử Sở là con nhà gia thế, ẩn náu được, vì vậy mẹ con đều sống". Phần Tần Thủy Hoàng cũng có ghi: "Tần vương khi ở Hàm Đan, cùng với nhà mẹ ở nước Triệu có mâu thuẫn. Sau cho chôn sống hết". Những ghi chép này phần nào cho thấy rõ Triệu Cơ xuất thân con nhà gia thế ở nước Triệu, là "Hào gia nữ" (豪家女), tức con gái một gia đình phú quý hẳn hoi.

## Hành trạng

### Ở nước Triệu
Tuy không ghi lại nhiều về thân thế, song Sử ký Tư Mã Thiên lẫn Tư trị thông giám đều nhìn nhận bà múa hay và nhan sắc "cực kỳ đẹp". Khi đó, Doanh Dị Nhân - cháu nội Tần Chiêu Tương vương, con trai Thái tử Doanh Trụ và người thiếp Hạ Cơ không được sủng ái nên bị đày làm con tin ở Triệu. Một lần, Dị Nhân sang phủ Lã Bất Vi, thấy nhan sắc của "Lã Bất Vi cơ" mà đem lòng say mê. Lã Bất Vi thấy vậy bèn dâng nàng cho Dị Nhân. Bất Vi luôn giúp đỡ và nghĩ cách đưa Dị Nhân về Tần quốc. Ông hối lộ chính thất của Doanh Trụ là Hoa Dương phu nhân để bà nhận Dị Nhân làm con nuôi, trở thành con thừa tự của Doanh Trụ, đổi tên thành "Tử Sở".
Không lâu sau Triệu Cơ mang thai. Năm Tần Chiêu Tương vương thứ 48 (259 TCN), tháng giêng, sau khi mang thai 10 tháng, Triệu Cơ sinh con trai, đặt tên Doanh Chính, đương thời hay gọi "Triệu Chính" (趙政) do được sinh ra ở Triệu. Sau khi sinh, Dị Nhân lập Triệu Cơ làm chính thất.
Các sử gia vẫn luôn tranh cãi về việc Doanh Chính là con của Lã Bất Vi hay Dị Nhân, vì không loại trừ khả năng Triệu Cơ đã có thai với Lã Bất Vi từ trước. Tuy nhiên, học giả đời nhà Thanh là Lương Ngọc Thằng (梁玉繩) cho rằng ở đây có điểm đáng ngờ. Căn cứ nguyên văn mà Tư Mã Thiên chép trong Sử ký về việc Triệu Cơ sinh hạ, có ghi: "Cơ tự nặc hữu thân, chí đại kỳ thời, sinh tử Chính" (姬自匿有身，至大期時，生子政). Trong đó, "Đại kỳ" một từ là chỉ ý việc phụ nữ đủ tháng sinh nở thời cổ, ám chỉ việc Triệu Cơ cùng Doanh Dị Nhân sau khi chung chạ thì mang thai, xác thực Triệu Cơ sau khi mang thai 10 tháng mới sinh ra Doanh Chính. Mà cũng trong Sử ký, phần Tần Thủy Hoàng bản kỷ, đặc biệt ghi rõ Doanh Chính là vào "Tần Chiêu vương năm thứ 48, tháng giêng sinh ra ở Hàm Đan", căn cứ tài liệu biên thành của Tần triều, đều có khảo chứng. Lương Ngọc Thằng chỉ ra rằng, Tư Mã Thiên đem cả hai cụm từ rất mâu thuẫn là "Tự nặc hữu thân" (ý là "đang có thai") cùng "Đại kỳ" (ám chỉ "sau khi chung chạ mới có thai") để chung trong một câu như vầy, là một loại bút pháp Xuân Thu, ám chỉ tin đồn rất phổ biến khi ấy là Triệu Cơ có thai trước khi hầu ngủ Doanh Dị Nhân nhưng không tiện phủ nhận. Rất có thể, Doanh Chính là con của Lã Bất Vi.
Năm (257 TCN), năm thứ 50 đời Tần Chiêu Tương vương, nước Tần sai Vương Nghĩ bao vây Hàm Đan, gọi là Trận Hàm Đan. Nước Triệu muốn giết Doanh Tử Sở, nhưng Tử Sở cùng Lã Bất Vi mưu đưa sáu trăm cân vàng cho kẻ coi giữ nên trốn thoát về Tần. Triệu vương sau đó muốn giết Triệu Cơ và Doanh Chính, nhưng Triệu Cơ là con nhà tai mắt ở Triệu, lẩn trốn được vì thế hai mẹ con đều sống.

### Về nước Tần
Năm 251 TCN, năm Tần Chiêu Tương vương thứ 56, Chiêu Tương vương mất. Doanh Trụ lên ngôi, tức Tần Hiếu Văn vương, lập Hoa Dương phu nhân làm Vương hậu, Tử Sở làm Thái tử. Sau 6 năm khốn khó ở Triệu, Triệu Cơ cùng con nhỏ Doanh Chính được Tử Sở đón về Tần. Trong thời gian chia cách, Tử Sở không rõ vợ con còn sống hay đã chết nên nghênh thú một nữ nhân nước Hàn làm phu nhân và sinh một con trai Thành Kiểu. 3 ngày sau Hiếu Văn vương mất, Tử Sở kế vị, tức Tần Trang Tương vương, lập Triệu Cơ làm Vương hậu, Doanh Chính làm Thái tử, tôn đích mẫu Hoa Dương hậu và mẹ đẻ Hạ Cơ làm Vương thái hậu.
3 năm sau Trang Tương vương mất, Doanh Chính khi ấy lên ngôi năm 13 tuổi, Triệu Cơ trở thành Thái hậu. Do không rõ họ bà là gì, cũng như không có biệt hiệu như Hoa Dương Thái hậu, nên Sử ký gọi bà là 「Thủy Hoàng đế mẫu Thái hậu; 始皇帝母太后」 hay 「Mẫu Thái hậu; 母太后」. Lã Bất Vi trở thành Tướng quốc, xưng gọi [Trọng phụ; 仲父]. Khi Tần vương Chính còn nhỏ, Thái hậu vốn "dâm đãng phóng túng", muốn nối lại tình xưa nên thường xuyên lén lút tư thông với Lã Bất Vi. Về sau Tần vương đã lớn, Lã Bất Vi sợ lộ sẽ mang họa, bèn ngầm tìm kẻ dương vật lớn là Lao Ái để dâng lên Thái hậu. Lã Bất Vi sai Lao Ái làm trò vui, lấy dương vật của mình tra vào bánh xe gỗ đồng mà đi. Triệu Cơ nghe vậy muốn giữ Lao Ái cho mình, Lã Bất Vi bèn cho Lao Ái giả làm hoạn quan rồi đưa đến cung Thái hậu. Triệu Cơ cùng Lao Ái thông dâm, sinh được hai con. Lao Ái đem hai đứa con đi giấu, định lập mưu đợi Tần vương chết thì lập con hắn làm vua.
Năm 239 TCN, năm thứ 8 đời Tần vương Chính, em trai của Tần vương là Thành Kiểu sang nhờ nước Triệu, tính mưu phản anh mình. Lao Ái bình loạn có công, phong Trường Tín hầu (長信侯), ban cho thực ấp ở quận Sơn Dương (山陽郡; nay là phía Đông Nam của Tiêu Tác, Hà Nam). Sau đó chưa đủ, Tần vương Chính còn ban cho Lao Ái hay quận Hà Tây và Thái Nguyên làm phong điền.
Năm 238 TCN, tức năm thứ 9 đời Tần vương Chính, có kẻ phát giác Lao Ái thực không phải là hoạn quan và thường thông dâm với Thái hậu. Tần vương Chính liền giao cho pháp đình xét, biết rõ sự tình và biết được Lao Ái còn có ý mưu phản. Khi biết sự tình bại lộ, Lao Ái giả truyền ý chỉ của Thái hậu mà tập hợp thuộc hạ quyết định làm binh biến, vây hãm Kỳ Niên cung (蘄年宮), Tần vương Chính phải dùng Xương Bình quân cùng Xương Văn quân bình định. Tháng 9 năm đó, Tần vương Chính giết cả ba họ nhà Lao Ái, ngũ mã phanh thây. Hai con riêng do Thái hậu hạ sinh bị Tần vương Chính cho người bọc trong bao bố rồi dùng gậy đánh chết.

### Giam lỏng
Thái hậu Triệu Cơ bị cưỡng ép sang giam lỏng tại thành Ung (雍; nay là quận Phượng Tường tỉnh Thiểm Tây). Nhiều người vì nghĩ đến hiếu đạo của Tần vương mà khuyên nhủ, không may lòng căm hận của ông đối với mẹ chưa nguôi ngoai, nên những người ấy đều bị Tần vương trút giận bằng cách ra lệnh trừng phạt hết thảy.
Người nước Tề là Mao Tiêu (茅焦) sau đó can gián, vì nghĩ đến thanh danh Tần vương, trừng phạt mẹ đẻ sẽ khiến thiên hạ oán trách, khó có thể làm người trong thiên hạ tin phục, bên cạnh đó giết hại người dám gián ngôn còn khiến người sĩ phu lạnh tâm, không còn hăng hái phục vụ Tần vương nữa. Cuối cùng, Doanh Chính tiếp thu ý của Mao Tiêu, cho hậu táng tất cả những đại thần vì can gián mà bị giết. Tháng 10 năm thứ 10, sau khi cách chức Lã Bất Vi, Tần vương Doanh Chính đích thân suất lĩnh đoàn xe, sang Ung đón Thái hậu Triệu Cơ về Hàm Dương và cho định cư tại Cam Tuyền cung (甘泉宮), từ đó tình mẫu tử khôi phục. Mao Tiêu do đó được bái làm Thượng khanh. Còn về Lã Bất Vi, sau khi bị bãi chức thì ông bị ép trở về quê nhà. Ngày Lã Bất Vi tiếp chỉ, quan viên lén lút ra đầu hẻm đưa tiễn, Doanh Chính tức giận lại ra một đạo chỉ dụ, ám chỉ Lã Công công cao lấn chủ, thế là Lã Bất Vi đành phải uống thuốc độc tự sát để tránh làm liên lụy người nhà, thọ 57 tuổi.
Năm thứ 19 đời Tần vương Chính (229 TCN), 6 năm sau khi Lã Bất Vi mất, Thái hậu Triệu Cơ qua đời khi trên dưới 50 tuổi. Lúc này Doanh Chính còn là Tần vương nên bà cũng chỉ là Vương thái hậu. Về sau, khi Doanh Chính xưng làm Hoàng đế, ông đã truy phong cho mẹ mình là Đế Thái hậu (帝太后), hợp táng với Trang Tương vương ở Chỉ Dương.